# Béthencourt-sur-Mer
Béthencourt-sur-Mer är en kommun i departementet Somme i regionen Hauts-de-France i norra Frankrike. Kommunen ligger i kantonen Ault som tillhör arrondissementet Abbeville. År 2022 hade Béthencourt-sur-Mer 897 invånare.

## Befolkningsutveckling
Antalet invånare i kommunen Béthencourt-sur-Mer
| Referens: INSEE |